# Алтинемельський сільський округ
Алтинеме́льський сільський округ (каз. Алтынемел ауылдық округі, рос. Алтынемельский сельский округ) — адміністративна одиниця у складі Кербулацького району Жетисуської області Казахстану. Адміністративний центр — село Алтинемель.
Населення — 1796 осіб (2021; 2132 у 2009, 2196 у 1999, 2746 у 1989).
Станом на 1989 рік існувала Алтинемельська сільська рада (села Алтинемель, Байгази, Карлигаш, Кзилшкол, Тастибастау).

## Склад
До складу округу входять такі населені пункти:
| Населений пункт   | Населення, осіб (1989) | Населення, осіб (1999) | Населення, осіб (2009) | Населення, осіб (2021) |
| ----------------- | ---------------------- | ---------------------- | ---------------------- | ---------------------- |
| Алтинемель, село  | 1224                   | 1031                   | 1040                   | 863                    |
| Байгази, село     | 501                    | 379                    | 357                    | 355                    |
| Карлигаш, село    | 295                    | 177                    | 160                    | 92                     |
| Кизилшкол, село   | 417                    | 394                    | 353                    | 303                    |
| Тастибастау, село | 309                    | 215                    | 222                    | 183                    |